# Oresbius shumaginensis
Oresbius shumaginensis är en stekelart som beskrevs av Carlson 1979. Oresbius shumaginensis ingår i släktet Oresbius och familjen brokparasitsteklar. Inga underarter finns listade i Catalogue of Life.